# Sigurd Slembe
Sigurd Magnusson Slembe (nebo také Slembedjakn) († 12. listopad 1139) byl uchazeč o norský trůn ve 12. století. Stal se námětem historického dramatu Sigurd Slembe norského dramatika Bjørnstjerna Bjørnsona z roku 1863.

## Život
Sigurd se nejspíš narodil okolo roku 1100 v jižním Norsku a nejspíš ho vychoval kněz Adalbrikt. Jeho matkou byla Thora Saxesdatter. Sigurd sám byl vysvěcen na jáhna. Ve staré severštině jeho přezdívka slembi znamená "hlučný", Slembidjákn by tedy znamenalo "hlučný kněz". Jeho manželkou byla Audhild Torleiv, dcera Thorleifa Maddadssona.
Norskému králi Haraldovi IV. Sigurd tvrdil, že je synem zesnulého Magnuse III. a jeho nevlastním bratrem, a dožadoval se, aby se s ním Harald podělil o vládu. V roce 1135 se Sigurd prohlásil králem, ale Harald toto neuznal. O rok později, v roce 1136, nechal Sigurd Haralda zavraždit ve spánku. Po jeho smrti Sigurd udělal předchozího krále Magnuse IV., kterého Harald nechal oslepit, zmrzačit a uvěznit, svým spoluvládcem, aby si zajistil větší podporu v zemi a posílil svou pozici.
Sigurd Slembe a Magnus však v Norsku stále měli malou podporu a kampaň Erika II. Dánského ve prospěch jeho spojenců skončila katastrofou. Nějaký čas Sigurd a Magnus strávili spíše jako banditi, než se 12. listopadu 1139 střetli se silami Inge I. a Sigurda II. Magnus v této bitvě zemřel. Sigurd byl uvězněn a poté popraven.